# Marco Casto
Marco Casto (Haine-Saint-Paul, 2 juni 1972) is een Belgisch voetbaltrainer en voormalig voetballer. Hij speelde van 1989 tot 2008 als verdediger, met name als linksachter doch ook in het centrum van de verdediging of als libero. Alternatief speelde hij als verdedigende middenvelder. 

## Loopbaan
Casto debuteerde op de leeftijd van 17 jaar in het eerste elftal van Sporting Charleroi en kwam tijdens zijn loopbaan vooral uit voor Charleroi (1989–1996) en Excelsior Moeskroen (1996–2003). Later speelde hij ook nog in Eerste Klasse voor RAEC Mons (2003–2005). 
Casto bereikte met Excelsior Moeskroen de bekerfinale in 2002, maar er werd verloren tegen Club Brugge na drie goals van Andrés Mendoza. Casto werd in de slotfase het veld uitgestuurd met een tweede gele kaart. De Waalse verdediger speelde tijdens zijn loopbaan ruim 400 officiële wedstrijden. 

## Clubcarrière
- 1979-1989: RAA Louviéroise (jeugd)
- 1989-1996: Charleroi SC
- 1996-2003: Excelsior Moeskroen
- 2003-2005: RAEC Mons
- 2005-2006: UR Namur
- 2006-2008: RJ Aischoise

## Trainerscarrière
- 2008-2009: RACS Couillet
- 2009-20??: Football Couillet-La Louvière
- 2014-....: RFC Meux